# Three Triangles

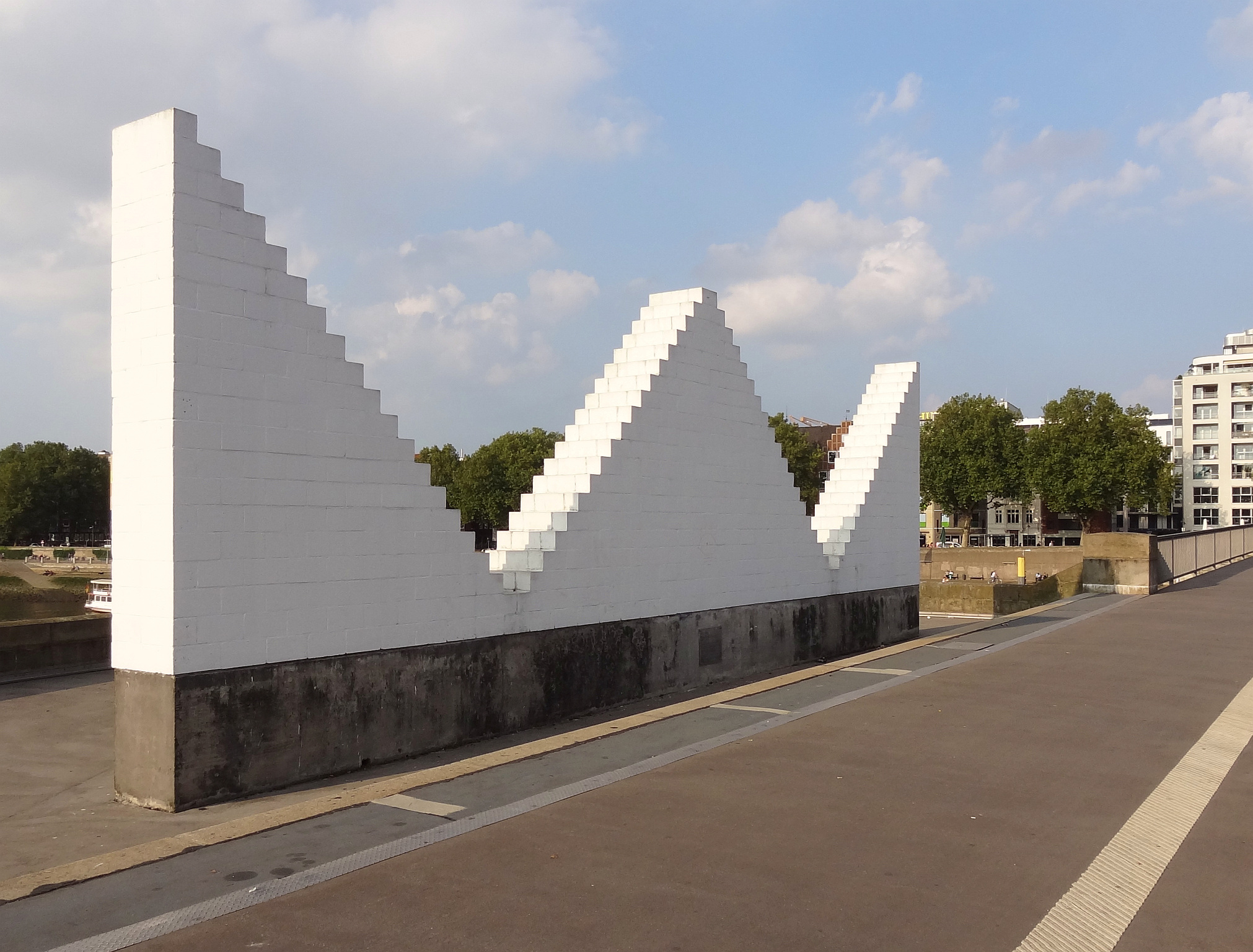
Three Triangles

Die Skulptur Three Triangles, auch Outdoor Piece for Bremen genannt, befindet sich in der Bremer Neustadt am Nordende des Teerhofs. Sie wird in der Liste der Denkmale und Standbilder der Stadt Bremen geführt.
Die Plastik aus Kalksandstein auf einem Betonsockel stammt von dem amerikanischen Künstler Sol LeWitt. Sie wurde 1994 nach einer Ausstellung mit seinen skulpturalen Werken von 1993 im Weserburg Museum für moderne Kunst auf der Bürgermeister-Smidt-Brücke errichtet. Sie war anlässlich dieser Ausstellung ein Geschenk des Künstlers an das Museum. Als dauerhaftes Kunstwerk wurde es durch Spenden der Museumsfreunde möglich.
Der Künstler, so die Kulturbehörde, „nimmt in seiner Bremer Skulptur die markante Form der Giebel des Museumsgebäudes und der Gebäude der Schlachte auf, die auch im Logo des Museums Weserburg erscheinen“.

Sol LeWitt (1928–2007) ist einer der international bekanntesten Vertreter der Konzeptkunst (Conceptual Art), der u. a. auch bei der documenta in Kassel mehrfach ausstellte. Seine Werke basieren auf einem minimalisierenden Konstruktivismus des Bauhauses, so auch das Werk Black Form, dass  seit 1989 in Hamburg-Altona zu sehen ist.